# Nochevieja
La Nochevieja, víspera de Año Nuevo o fin de año es la última noche del año en el calendario gregoriano; comprende aproximadamente, por tanto, desde las 22:00 del 31 de diciembre hasta las 6:00 del 1 de enero (Año Nuevo). Se suele celebrar desde que se cambió al calendario gregoriano en el año 1582, aunque se ha ido modificando al pasar los años y cada año se celebra conforme a la cultura de la familia o el país.

## Tradiciones en Nochevieja
Son numerosas las tradiciones y las supersticiones que se manifiestan por todo el mundo en relación con esa noche. La música y los fuegos artificiales acompañan las fiestas y reuniones sociales, forma común de llevar a cabo la celebración. La costumbre más extendida es brindar con champán durante las doce campanadas.

## Europa

### Alemania
En Alemania las fiestas son habituales en la víspera de Año Nuevo (Silvester). Los fuegos artificiales son muy conocidos, tanto a nivel familiar como municipal. Cada año Berlín acoge una de las más grandes celebraciones de Nochevieja de toda Europa, con más de un millón de personas. El lugar más importante es la Puerta de Brandeburgo, donde a medianoche se lanzan fuegos artificiales. Los alemanes reciben el Año Nuevo con un vaso de sekt (vino espumoso alemán) o champán.
Desde 1972, varios canales de televisión retransmiten cada Nochevieja una comedia corta en inglés (grabada por la televisión de RFA en 1963) titulada Dinner for one. Una frase del sketch, “el mismo proceder de todos los años”, se ha convertido en una expresión típica en Alemania.
Bleigießen (vertido de plomo) es otra de las costumbres, que mezcla adivinación con las formas hechas con plomo fundido introducido en agua fría. Otras tradiciones consisten en tocar a un deshollinador o frotarse la frente con ceniza para atraer la buena suerte y la salud. Se comen berlinas de mermelada con o sin licor. Por último, también es tradición regalar cerditos hechos con mazapán.

### España
En España, la tradición más extendida de Nochevieja es la de las doce uvas. Consiste en comerse una uva con cada campanada que da el reloj de la Puerta del Sol en Madrid a las 12 de la noche el día 31 de diciembre.
Se piensa que esta tradición tiene sus orígenes en Elche, en 1909, año en el que unos viticultores de la comarca alicantina del Bajo Vinalopó la iniciaron para dar salida a un excedente de cosecha. Sin embargo, está documentada al menos desde diciembre de 1897.
En Pamplona, pasada la medianoche, es tradición reunirse por cuadrillas en el centro de la ciudad para celebrar la llegada del nuevo año. Los participantes van ataviados con disfraces grupales.

### Francia
Se hace una cena de celebración, por ejemplo, con champán y foie gras y puede ser una sencilla cena con amigos o una noche de baile. El día de Año Nuevo, familiares y amigos intercambian saludos de Año Nuevo, hacen buenos propósitos y, a veces, intercambian algunos regalos (regalos de Año Nuevo).
A medianoche, tradicionalmente se desean Feliz Año Nuevo besándose bajo el muérdago. La Nochevieja es también la oportunidad en la que el presidente de la República Francesa transmite sus deseos presidenciales en una retransmisión en diferido a las 20 horas en las principales televisiones francesas desde el Palacio del Eliseo.
Cada año en París se reúne mucha gente en la Avenida Campos Elíseos o bajo la Torre Eiffel para celebrar el Año Nuevo con unos pequeños fuegos artificiales.

### Reino Unido
Tradicionalmente, esta fecha no se ha celebrado tanto como la Navidad en el Reino Unido, aunque desde 2000 se han visto muchos cambios.
Cuando quedan 10 segundos para que den las 12 de la noche, los británicos hacen la tradicional cuenta atrás antes de abrazarse y besarse para felicitar el año entrante en cuanto el reloj dé las campanadas. Después de las felicitaciones, todos los presentes se dan la mano y cantan una tradicional canción llamada Auld Lang Syne.
Últimamente se pueden ver cómo algunas familias y amigos tiran fuegos artificiales para celebrar el año nuevo, algo que antiguamente estaba reservado para Bonfire Night. Tanto que en Londres, con el Big Ben de fondo, esto se ha convertido en una fiesta con grandes cantidades de personas que se reúnen allí para celebrar el final del año. En los últimos años también se lanzan fuegos artificiales cerca del London Eye. A esto se le añade el escribir los propósitos de año nuevo, algo que se tiene que hacer el 31 de diciembre antes de la cena.

## América

### Argentina

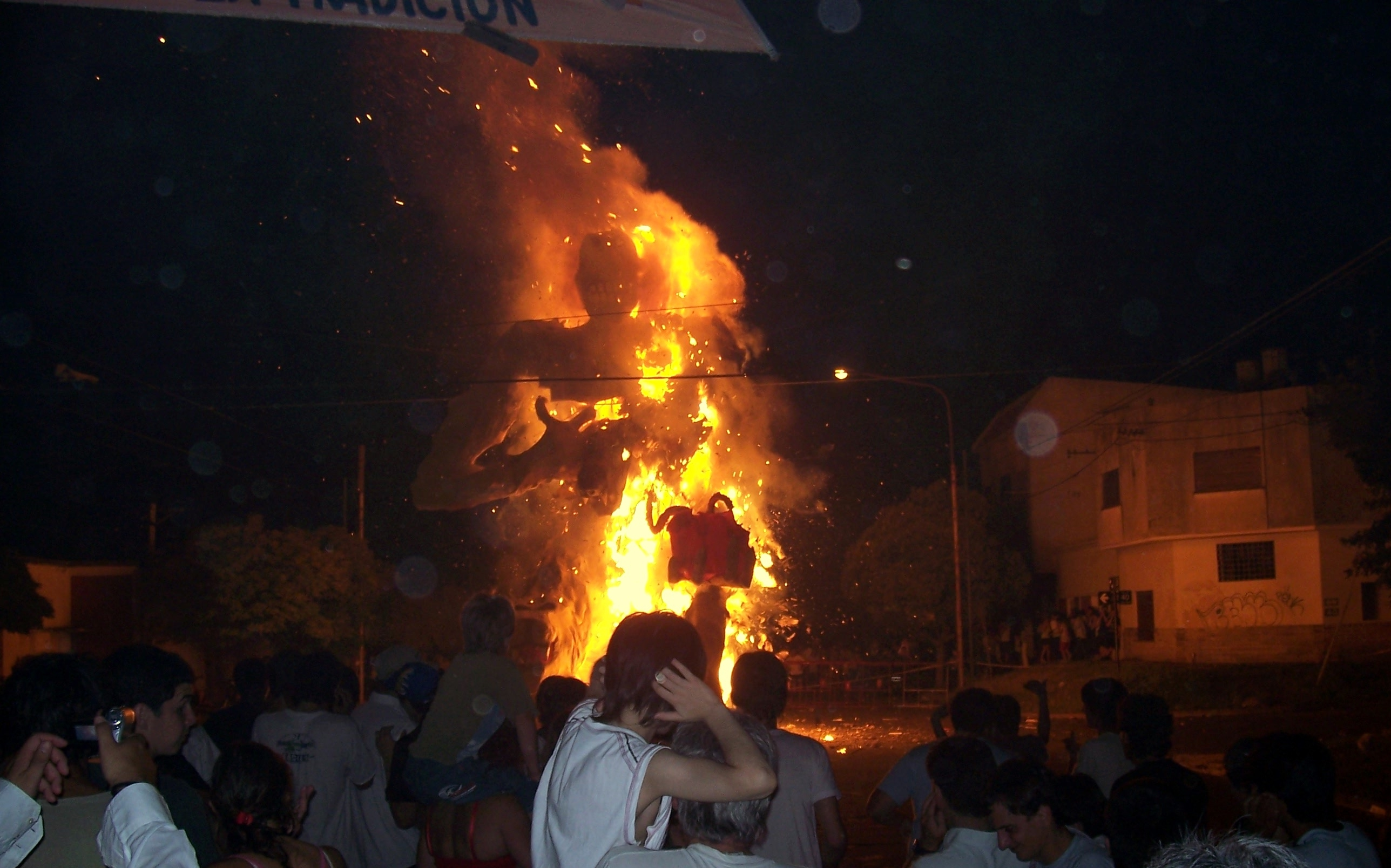
La quema de muñecos es una tradición local de la ciudad de La Plata, y en menor medida, de otros barrios, y representa el año que concluye.

En Argentina, el Año Nuevo se recibe con una cena que reúne generalmente familiares y amigos. Los platos tradicionales son el asado, o platos fríos como el vitel tonné, la pavita rellena, sándwiches de miga y piononos. Como postre, ensalada de frutas y postres helados.
A la medianoche se brinda con sidra o champán y se disfruta una mesa dulce con el pan dulce, turrones, frutas secas y Mantecol. En los barrios se suele salir a la calle a tirar pirotecnia y brindar con los vecinos. En la madrugada, después de los festejos familiares, es común que los jóvenes asistan a fiestas para celebrar el nuevo año. Las discotecas y las calles de los centros turísticos se colman de personas hasta el amanecer. Se suelen celebrar fiestas en las calles, en todos los puntos del país; se corta el tránsito y se sacan altavoces desde las casas.
Debido a que la celebración es durante el verano austral, es una costumbre reciente de muchas familias recibir el año nuevo en centros turísticos de la costa atlántica.

### Brasil
En Río de Janeiro, hay fuegos artificiales y conciertos a lo largo de todo el litoral de la ciudad. La congregación principal, sin embargo, tiene lugar en la playa de Copacabana. En la vispera del Año Nuevo de 2012, los fuegos artificiales en Copacabana duraron 16 minutos y convocaron a alrededor de dos millones de espectadores. En São Paulo, la Avenida Paulista concentra fuegos artificiales y actuaciones musicales. El 31 de diciembre de 2008, la celebración reunió a 2,4 millones de personas, incluyendo más de 100.000 turistas. Antes, durante la tarde del 31 de diciembre, la ciudad acoge cada año la carrera de San Silvestre, con un recorrido de 15 km, sin pasar por el centro de la ciudad.
En Fortaleza, el principal espectáculo de fuegos artificiales tiene lugar en el sitio de Praia de Iracema. En la Nochevieja de 2009 hubo 1,1 millones de espectadores en la fiesta.

### Chile
En Chile, sus habitantes esperan la celebración de año nuevo con gran expectación. Salen a celebrar a las calles más simbólicas de su ciudad con distintas vestimentas y objetos de fiesta. También en estas fechas se suelen seguir varias "cábalas" de año nuevo, las cuales se han pasado de generación en generación y siempre se cumplen al pie de la letra. Sin duda la noche de año viejo en Chile se puede considerar como una fiesta nacional y siempre se alarga hasta la madrugada del recién llegado nuevo año.
Las celebraciones más conocidas de este país son el espectáculo pirotécnico de la Torre Entel, en la ciudad de Santiago, y la que se realiza en el borde costero de la ciudad de Valparaíso.
Al inicio del nuevo año es tradición abrazar a las personas que están contigo festejando y a los vecinos, o en las fiestas de fin de año, es por lo mismo, habitual ver en las fiestas masivas en las calles a gente saludando con el correspondiente abrazo a los trabajadores que están en servicio esa noche, y a desconocidos en la calle. Luego de los abrazos se procede a brindar por el nuevo año y a llevar a cabo los diferentes rituales (lentejas, uvas, maletas, etc.).

### Colombia
Es una fiesta tradicional que se procura celebrar en familia. Regularmente, las familias reunidas esperan al son de la música el aviso en la radio de que el año ha terminado. En la Costa Caribe es muy común escuchar la versión guarachera de Aníbal Velásquez Hurtado de "Faltan cinco pa' las doce" mientras que en las demás regiones del país se escucha la versión original de Néstor Zavarce; después de acabada, ya empezado el nuevo año, se escuha "Año Nuevo" de la "Billo's Caracas Boys", y en muchas regiones del país el "El año viejo" del colombiano Crescencio Salcedo. Al llegar las doce, la familia se felicita diciendo "feliz año", dándose buenos deseos y luego van a las calles para saludar a vecinos y amigos. Algunas personas acuden a agüeros, como comer doce uvas antes de las doce campanadas pidiendo un deseo por uva, o bien dar la vuelta a la manzana con una maleta simbolizando un año nuevo lleno de viajes; así mismo, es usual vestir ropa interior de color amarillo para atraer la buena suerte.
También existe la costumbre, sobre todo en los barrios populares y de clase media, de elaborar y quemar el "Año viejo", un muñeco de trapo al que se le incorporan cohetes y otros artefactos a base de pólvora a pesar de que han sido prohibidos para evitar accidentes. La víspera de año nuevo es una de las fiestas más importantes del país, evoca un tiempo festivo y alegre en el cual las familias y amistades estrechan sus vínculos. En la Costa Caribe y en el Valle del Cauca se realizan pachangas y verbenas, fiestas callejeras donde algunos vecinos sacan a la calle los equipos de sonido conocidos como "picós". En el interior del país se acostumbran las cenas en familia acompañadas con música y licor, y el primero de enero se hace el popular paseo de olla como tradición, en el cual se llevan utensilios de cocina usualmente a un río o a la playa y se cocina en compañía de la familia. En el centro del país es común la celebración en familia alrededor de un asado y refajo. En el municipio de San Juan Nepomuceno, Bolívar, las personas comparten en familia y se realizan fiestas de toros durante cinco días (desde el 28 de diciembre al 1 de enero).

### Costa Rica
En Costa Rica, hay varias costumbres y supersticiones (conocidas como agüizotes del náhuatl «ahuitzotl») que se han generalizado a través de los tiempos, como: comer 12 uvas antes del año nuevo, dar un pequeño recorrido con una maleta para garantizar viajes en el año, pedir 3 deseos a medianoche, vestir una prenda roja y enterrar monedas o colocar ramitas de Santa Lucía en la billetera para garantizar prosperidad y abundancia.
Muchas personas deciden irse a la playa con sus familias y amigos para recibir el año entrante, otros gustan de pasar la festividad en las Fiestas de Zapote, una localidad al este de la ciudad de San José donde se celebran enormes festejos populares desde el 25 de diciembre, con corridas de toros y juegos mecánicos. Asimismo, se realizan misas de año nuevo y en las grandes ciudades hay conciertos, mientras que los hoteles y restaurantes ofrecen todo tipo de actividades de gala.
De esta forma, en la víspera del año nuevo las familias se reúnen desde la tarde, en una cena fastuosa que usualmente sigue el típico menú festivo decembrino: tamales navideños, platos a base de carnes blancas (pollos o pavos asados al horno bañados en sus jugos y rellenos de ciruelas, jamones de pernil marinados con piña y bañados en salsas de frutas, lomos rellenos de queso y aceitunas, costillas de cerdo en salsa de ciruela), destacando la tradicional carne de pierna de cerdo bañada en salsa de ciruelas con arroz de almendras; algún guiso con vino o de garbanzos arreglados con costillas de cerdo, arroz con pollo, ensaladillas frías, purés de papa y/o manzana con almendras y ensaladas jardineras llenas de vegetales. Además, en la mesa no faltan las aceitunas rellenas de almendras o chile dulce, una abundante degustación de quesos, embutidos, semillas y aliños, postres como el queque navideño, la rosca o el tronco de chocolate con licor, junto con todo tipo de bocas. En la celebración también se consumen diversas bebidas alcohólicas como cervezas, vinos y el típico rompope, que se usan para brindar con la llegada del año nuevo.
Al ser la medianoche comienza a estallarse la pólvora, y es costumbre sintonizar la emisora Radio Reloj para escuchar la cuenta regresiva, porque cuando llegan las 12 en punto se escucha el Ave María y se canta la canción "El año Viejo" de Tony Camargo. Las personas reunidas gritan «¡Feliz Año nuevo!», brindan, se abrazan, felicitan y desean lo mejor para el año que recién inicia. Luego de eso, muchos jóvenes se van a bailar con sus amigos a bares, mientras que el resto de la familia se mantiene reunida hasta bien entrada la madrugada.

### Ecuador
La tradición más popular cuando llega la medianoche, es quemar un monigote o año viejo que representa el año que termina. En 1895, la amenaza de una epidemia de fiebre amarilla para los pobladores de Guayaquil fue el inicio de la tradicional costumbre de quemar al “Año Viejo”, la costumbre está popularizada en todo el país. Los viejos son quemados a las 00:00 horas del 1 de enero en las calles de las ciudades, frecuentemente con bastante estruendo (pues es común que se rellene a los viejos con petardos) y luego todo esto es seguido por una cena y festejos. Tiempo atrás se fabricaba a los monigotes con prendas usadas rellenas de aserrín o papel periódico, ahora se lo fábrica principalmente con madera, cartón, y papel, y en los últimos años en Guayaquil se ha hecho costumbre la construcción de monigotes gigantes y muy elaborados que en algunos casos llegan a medir hasta diez metros.
Se realizan concursos para elegir el mejor monigote, principalmente en las ciudades de Quito y Guayaquil. Y se hacen presentaciones en vivo con juegos pirotécnicos a lo largo de todo el país. Es muy común durante el 31 de diciembre en especial en las zonas populares que los hombres se disfracen de "viudas" y pidan dinero en las calles a los autos que transitan, acompañados de bailes y palabras picarescas representando así el agravio que siente la “loca viuda” por la próxima partida de su esposo, en este caso el año que está por terminar. Todo esto al compás de música generalmente tropical.
En las casas se tiende a armar un lugar donde se colocan a los monigotes o años viejos, ambientados en escenas jocosas, para que la gente los vea. De los monigotes se tiende a colgar carteles con frases sobre los personajes elegidos. Esta tradición tiende a reunir a los barrios y familias, ya que los monigotes son armados por las personas del hogar o del barrio al igual que la ambientación que se les da.
Es usual vestir ropa interior de color amarillo para atraer la buena suerte.
Otras costumbres son:
- Leer un testamento donde se hace recuento de los propósitos para el nuevo año o se leen todos los infortunios (como cábala para alejar lo malo).
- Colocarse un billete de alta denominación en el zapato derecho para tener dinero o bien se sostiene el billete durante la hora cero para tener dinero todo el año.
- Usar ropa interior de color amarillo si se quiere suerte, una de color rojo si se quiere suerte en el amor o una de color naranja si se quiere tener poder.
- Sacar una maleta y correr con ella toda la manzana. Para poder viajar durante el nuevo año.
- Comer doce uvas doce minutos antes de que acabe el año, una por cada mes para tener abundancia en los doce meses.
- Se acostumbra a cenar con toda la familia reunida, el plato especial por lo general es cerdo o pavo.
- En el brindis de la cena se acostumbra a brindar por las buenas acciones de los presentes.
- Mientras el monigote queda quemado algunas familias acostumbran a saltar sobre la hoguera para traer la suerte en el año venidero.
- Para la quema del año viejo en Quito, Guayaquil y varias partes del país, muchos acostumbran a sintonizar una estación de radio FM, AM y Onda Corta en particular en la que se da la cuenta regresiva para la hora cero. Entre las emisoras más populares para la ocasión son Radio Cristal, Francisco Stéreo, Radio Vigía La Voz de la Policía Nacional, Radio Sonorama, Radio Caravana y demás emisoras radiales y radiodifusoras del país luego de que Radio Tarqui salió del aire tras 60 años de estar al aire el 30 de octubre de 2015.

### Estados Unidos

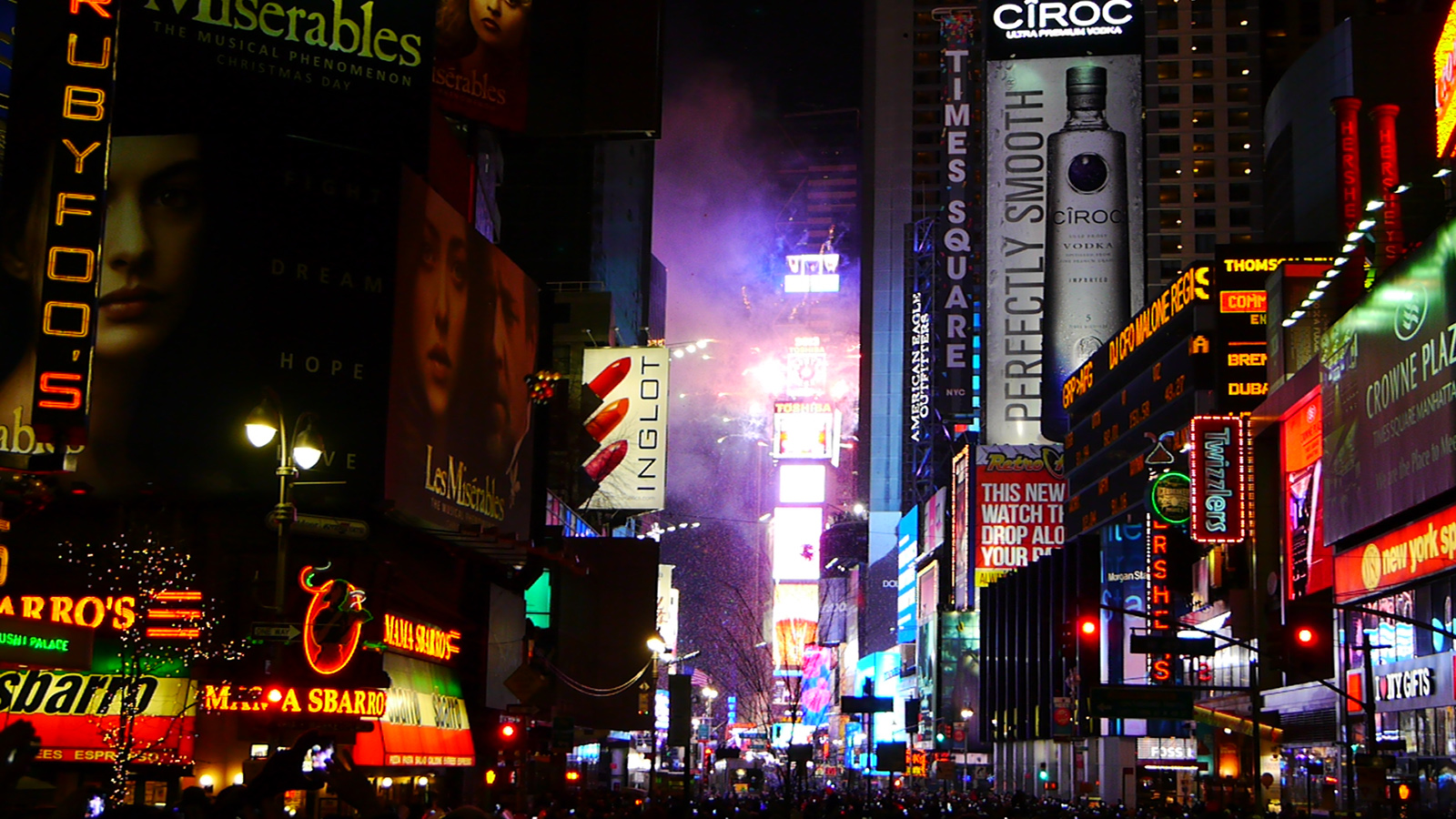
La cuenta regresiva Times Square, en Manhattan.

En los Estados Unidos, la víspera de Año Nuevo es una festividad importante. Durante un siglo, la caída de la pelota desde lo alto del #1 de Times Square}} en Nueva York ha sido uno de los principales componentes del Ceremonias, retransmitidas en directo por televisión. La bola de cristal, que mide dos metros de diámetro y pesa media tonelada, comienza a descender a las 23:59 y llega al suelo en la base de la torre a medianoche. A veces se la apoda la “Gran Manzana”, como la propia ciudad. Esta costumbre deriva de una señal utilizada antiguamente para indicar la medianoche en los puertos. De 1982 a 1988, la ciudad derribó una manzana gigantesca en referencia a su apodo. 
Muchas comunidades religiosas tienen la costumbre de celebrar una vigilia en Nochevieja. Los fieles se reúnen para el servicio por la tarde y continúan después de medianoche. Dan gracias por las bendiciones del año pasado y oran por el año venidero. Esta práctica probablemente se originó en la comunidad afroamericana antes de ser adoptada por John Wesley, el fundador del metodismo. Esta vigilia adquirió un significado especial para los estadounidenses negros en 1862, mientras los esclavos esperaban impacientemente su emancipación, fijada para el 1 de enero de 1863 por la Proclamación de Emancipación. Desde entonces, esta noche en particular se conoce como “Noche de la Libertad”.
En todo Estados Unidos, muchas otras ciudades también celebran el evento de manera similar bajando todo tipo de objetos simbólicos durante la cuenta atrás, antes de que estallen los fuegos artificiales.

### Guatemala
En Guatemala, cuando la Nochevieja llega, los guatemaltecos tienen tradiciones de Año Nuevo peculiares. Estas son costumbres o creencias que le darán la bienvenida al año nuevo. Son acciones que se consideran como supersticiones que se han transmitido de generación en generación y continúan vigentes hasta nuestra era actual.
Entre ellas podemos mencionar:
- Comer doce uvas: Esta tradición es una herencia española donde se acostumbra comer 12 uvas exactamente a la media noche, cada uva representando un mes del año que viene. Sin embargo, es necesario comer cada una al sonido de las campanadas de las 12 de la noche, dándole la bienvenida al nuevo año.
- Cambiar la ropa del niño Jesús: Otra costumbre que destaca es aquellos que practican la colocación del nacimiento, justo el 31 de diciembre, le cambian el pañal o las ropas al niño Jesús. Esto como una muestra de limpieza espiritual para empezar con «pie derecho».
- El estreno:

El "estreno" es el conjunto de ropa nueva que se usa por primera vez ya sea en Noche Buena o en Nochevieja. Se cree que es una forma de darle la bienvenida al 1 de enero.
- Fuegos Pirotécnicos:

Es costumbre para las familias guatemaltecas esperar hasta la media noche para ser participe o presenciar los fuegos pirotécnicos o "cuetes". Para los guatemaltecos, es normal colocar una larga fila de cohetes (conocida como ametralladora) y encenderla justo a la media noche, indicando felicidad por un año que se acaba.
- Gastronomía para fin de año:
  - Tamales: Los guatemaltecos suelen preparar tamales para fin de año. Los favoritos quizá sean los rojos, ya sea de masa de maíz o arroz. Pero, también hay quienes gustan de los negritos dulces, que llevan chocolate, ciruela, pasas y pueden ser de pollo, cerdo, gallina o pato.
  - Pavo: El pavo relleno o sin relleno es otro de los platos predilectos para los festejos de Nochevieja , tanto con sabores de temporada, como la tradicional receta con grasa del pavo, mantequiila, harina y nuez moscada.[21]

### Honduras
En Honduras se acostumbra mucho estar en familia con una cena la cual tradicionalmente es un pollo o un pavipollo relleno, también están los tamales y torrejas, el ambiente es muy alegre con los niños reventando toda clase de cohetes y juegos pirotécnicos. A las 00:00 horas se acostumbra reventar el "muñeco" o "pichingo", que puede representar muchas veces la caricatura de algún personaje famoso o polémico que se dio en ese año. Esto se realiza en cada barrio y colonia del país, donde todos los vecinos salen a ver quemar el "muñeco" que está relleno de cohetes, morteros etc. A continuación toda la gente empieza a darse abrazos, después casi siempre se realiza la cena de acción de gracias agradeciendo todo lo bueno del año que se va y luego sigue la fiesta para recibir al nuevo año con fuegos artificiales y brindis.
Muchas personas después de quemar el "muñeco" suelen desplazarse a otros lugares de la ciudad a saludar a sus familiares. Se escuchan gritos de júbilo en los barrios y colonias y el estruendo a la media noche en todas partes de los fuegos artificiales, muñecos explotando y personas abrazándose y felicitándose junto con las supersticiones al igual que en otros países.
Las personas suelen pasar esta noche en casas de sus padres o abuelos, generalmente salen de las grandes ciudades y van a sus pueblos.

### México
En últimos años ha cobrado popularidad entre la gente usar, durante la Nochevieja, ropa interior de color rojo o rosa, para atraer el amor; y ropa interior amarilla, para atraer el dinero. Hay quienes salen con una maleta a la puerta de la casa, dando un pequeño recorrido por la calle donde habitan, con la ilusión de tener la suerte de salir de viaje durante este año que comienza.
En este país hay muchos ritos y creencias que prometen un buen año (principalmente con salud, dinero y amor). Entre las más populares, además de las ya mencionadas, existe la creencia de poner un pequeño borrego de plástico, o de materiales diversos, detrás de la entrada principal de una casa durante las primeras horas del año, para atraer dinero. Otra es hacer dobleces en forma de pirámide a un billete de un dólar y ponerlo en la cartera; así como envolver monedas en un lienzo rojo y ponerlo dentro del monedero. También hay la creencia de comer un plato de lentejas hervidas justo a la media noche, o bien usar la ropa interior al revés con los mismos deseos de suerte. También es común encontrar en los mercados tradicionales perfumes, mezclas de semillas, limpiadores de piso y brujos y especialistas en temas como tarot y signos del zodiaco haciendo las famosas "limpias". Todo esto con fines de, según los vendedores, atraer un año con prosperidad.
La cena de Víspera de Año Nuevo es muy variada, desde pavo al horno, pozole rojo o verde (de pollo o de puerco), romeritos, lomo, bacalao, pierna de cerdo y ensalada de manzana (esto, en el centro del país), así como los tradicionales chipotles capeados y rellenos de queso o chiles huachinangos rellenos de atún. En el norte del país se acostumbra el cabrito, la fritada, así como la carne asada y pastel de carne. En la región sureste se opta por pastas dulces con fruta, comúnmente llamada "sopa de coditos" y el sandwichón (mezcla licuada de jamón, queso, pimiento morrón y mayonesa con sus capas de pan blanco).
Los "brindis" se hacen con sidra o champán, dando gracias por el año anterior y para tener éxito en el nuevo año. Es muy común el abrazo con las personas cercanas, como símbolo de cariño, y con las desconocidas, como muestra de amistad. Después de la cena, es costumbre que salga una persona a la calle a encender algunas luces o prender fuegos artificiales (llamados comúnmente "cohetes"), y luego ir a festejar con los amigos a alguna discoteca o casa con una mesa abundante de alimentos.
En algunos lugares del sur del país, suelen hacer un muñeco con trapos viejos y fuegos artificiales, representando el año que concluye, al cual queman a la medianoche, en lo que se llama la "Quema del Año Viejo". Otra costumbre que se tiene en algunos lugares de México, referente a despedir el año viejo y recibir el nuevo, es la de organizar y limpiar su casa, con la finalidad de que, con esa limpieza, se deseche lo que ya no es útil, y de este modo, tener espacio para recibir lo nuevo que llegará en el año que comienza. En algunos lugares costeros, se acostumbra salir después a ver el primer amanecer del año desde el mar.
En algunos estados de la república todavía se acostumbra disparar balazos al aire al comenzar el año nuevo, esta costumbre no está legalmente permitida, y cobra víctimas cada año.
También es común en algunas familias hacer la "cuenta regresiva" y en el momento de contar "0" (que son las 00:00 horas), se comienza a reventar globos de colores, ya sea que estén en el suelo o pegados en la pared, para tener suerte en el año que entra; o bien, sentarse y volverse a parar en cada campanada, para el mismo fin. En México también se acostumbra comer las doce uvas por cada campanada (una tradición traída de España), por lo que también es una alternativa a las últimas creencias mencionadas.
Algunas personas tienen la costumbre de apuntar en un papel sus tres deseos más importantes, y llegada la medianoche, quemar el papel en una taza blanca, claro sin que nadie más lo lea. Con esto se cree que se cumplirán.

### Perú
En Perú es común vestir de ropa amarilla por eso en estas fechas se comercializa mucha ropa del color mencionado, también por cada campanada se comen 12 uvas pidiendo un deseo por cada una, además, es muy común la elaboración de muñecos, (representando personajes que dieron que hablar en los medios de comunicación), estos, además de ser fabricados a mano, llevan en su interior objetos que se dejaron de usar en el año viejo, amén de fuegos pirotécnicos que estallan en el momento que se quema el muñeco. Actualmente estos "muñecos" son fabricados de cartón, para aquellos que no tienen tiempo de hacer uno a mano; también suelen llevar en una de sus manos el calendario del año anterior. Esta celebración suele estar acompañada de fuegos artificiales (los populares "castillos", estructuras de madera o "caña" llenos de artefactos pirotécnicos y otros más elaborados). No obstante, son muchas las culturas nacionales y extranjeras que conviven en el Perú y las costumbres antes mencionadas se llevan a cabo en las ciudades con mayor presencia de inmigrantes como la capital Lima, por lo que existen diversas formas de pasar el año nuevo en las provincias de este país, motivo por el que el turismo crece en estas fechas.
En las provincias, por ejemplo Cuzco, a las 12 de la media noche se suele rodear la plaza principal en círculos, en donde participan turistas y por lo que es un gran atractivo tradicional turístico de esta ciudad.

### Puerto Rico
La despedida de año es la celebración de más bullicio y algarabía en todo Puerto Rico. En la noche del 31 de diciembre la gente se reúne para esperar con gran emoción la llegada del nuevo año, que recibirán al son de música, cornetas, pitos y confeti. Aunque, con el propósito de evitar accidentes, el gobierno ha prohibido el uso y la venta de pirotecnia, nunca falta quien se las ingenia para conseguir cohetes, petardos y fuegos artificiales.
Las familias celebran comiendo lechón asado, arroz con gandules, pasteles, ensalada de papas o coditos y postres como tembleque o arroz con dulce. Llegada las doce, los amigos y familiares se saludan con un abrazo y un beso como deseo de un feliz año nuevo. Algunos canales de televisión y de radio transmiten el tradicional "Brindis del Bohemio", mientras que en la calle todo es alboroto. Para despedir el año, las personas, cuando no salen de sus casas, suelen vestirse con ropa nueva. Así dejan atrás todo lo viejo y se preparan para recibir la buena suerte, que el nuevo año les trae.
Otra costumbre que algunos realizan es la de comer doce uvas, justo cuando el reloj marca las doce. Esta tradición nos llega de España y se supone que traiga a la persona mucha prosperidad. Algunos puertorriqueños lanzan un cubo de agua a la calle para despojar el hogar de todo lo malo y prepararlo para que llegue lo bueno.

### República Dominicana
Muchos dominicanos acostumbran a festejar este día de manera familiar, en casa de algún pariente o amigo, suelen divertirse bebiendo cervezas, aunque la costumbre es tomar vinos, sidras, champán o ron. En cuanto a la comida, se come tradicionalmente cerdo, pavo o pollo asado con telera, pasteles en hojas, arroz, y otros platos típicos de la cocina dominicana. También es usual, luego del "cañonazo", esperar los momentos antes del amanecer bailando y escuchando música en algún hotel, discoteca o lugar público.

### El Salvador
Al igual que en Navidad, la gente generalmente a tempranas horas del día comienza los preparativos de la cena de Nochevieja, ya que a los salvadoreños les gusta comer y celebrar a lo grande. También se acostumbra vestirse con ropa de "estreno" así como se acostumbra pasar la Nochebuena en familia; incluso muchas personas viajan desde todas partes del mundo, sobre todo de Norteamérica, para pasar la última noche del año reunidos como en viejos tiempos. Tradicionalmente se come pavo en la cena, sin embargo la mayor parte de las familias suelen comer gallina, panes con pollo o tamales. Los niños, jóvenes y algunos adultos, pasan la noche "reventando cohetes" o bailando, especialmente en aquellos municipios que en estas fechas celebran sus festejos patronales, se organizan bailes en plazas públicas, centros nocturnos inclusive en cantones donde celebran después de la media noche (discotecas). Generalmente se dejan los cohetes más grandes justo para las 12 de la noche, a la vez que se escucha la canción "Faltan cinco pa´las doce", se comen como costumbre las 12 uvas que representan 12 deseos para que se cumplan el próximo año.
Las doce campanadas se suelen escuchar por radio o en las iglesias y justo antes de El cañonazo y el himno nacional. Al igual, se oyen las típicas canciones "El Año Viejo" de Crescencio Salcedo y popularizado por Tony Camargo, "Faltan cinco pa' las Doce" de Néstor Zavarce y "Año Nuevo" por la banda venezolana Billo's Caracas Boys.
El 1 de enero muchos salvadoreños se van a las diferentes playas y centros turísticos del país.

### Uruguay
En Uruguay, los festejos de fin de año comienzan el 31 de diciembre en horas del mediodía, cuando las empresas culminan su horario laboral (ese día muchas empresas trabajan medio horario). En algunos edificios de la Ciudad Vieja y Centro, donde se concentran muchas oficinas en Montevideo, se tiran papeles del año (principalmente calendarios viejos) desde las ventanas festejando la culminación del año laboral. También se tira agua a los transeúntes, de modo que hay que estar atento, esto principalmente en la Ciudad Vieja. Posterior a ello, la cita montevideana es en el viejo Mercado del Puerto, donde se concentran miles de ciudadanos a brindar por el año que se va y la llegada del nuevo. Champaña, sidra, cerveza y el particular Medio y medio de Roldós son los tragos del uruguayo para levantar las copas. Acompañando con típicas parrilladas, música popular y amigos.
La noche viene acompañada de clásicos asados, chancho, chorizos, morcilla, chinchulines, etc. Sobre las doce de la noche se ilumina el cielo con miles de fuegos artificiales que el pueblo hace sonar. Y recibiendo ya el nuevo año, las fiestas de todos los estilos, desde cumbias, candombe, murgas y rock en diferentes y variados rincones de la ciudad; concentrando la mayor variedad de alternativas, la Ciudad Vieja, el Parque Rodó y Pocitos.
Otras tradiciones son tirar un balde lleno de agua desde el balcón para deshacerse de las energías negativas y dar la bienvenida al nuevo ciclo, pasar por debajo de una mesa para conseguir novio.
Se acostumbra la cena con la familia extendida para, luego de la medianoche, continuar la jornada en fiestas particulares o en las calles, por ejemplo.
En zonas costeras como en las ciudades de Colonia del Sacramento o Carmelo es muy común que un gran número de habitantes concurra a la playa después de las 12 de la noche, y seguir los festejos allí con música, bebida y fuegos artificiales, lo que supone una gran fiesta de particular atractivo para los turistas que buscan diversión en estas fechas del año.

### Venezuela
En Venezuela es tradición comer las doce uvas. Igualmente, se conserva la tradición de usar prendas a estrenar con ropa interior de color amarillo para atraer la buena suerte, un dinero en la mano para la abundancia y también salir a la puerta de la casa o pasear por la urbanización con una maleta para augurar buenos viajes en el año nuevo. Todo esto, durante las doce campanadas que se suelen escuchar por radio o en las iglesias y justo antes de El cañonazo y el himno nacional. Al igual, se oyen las típicas canciones "El Año Viejo" de Crescencio Salcedo y popularizado por Tony Camargo, "Faltan cinco pa' las Doce" de Néstor Zavarce y "Año Nuevo" por la banda venezolana Billo's Caracas Boys, acompañadas por el poema de Andrés Eloy Blanco "Las uvas del tiempo". Todas en la popular Radio Rumbos segundos antes de las campanadas y los fuegos artificiales. Un brindis con champaña no puede faltar y algunos, con un anillo de oro dentro de la copa. También está la cena familiar en una mesa abundante de alimentos, las conocidas hallacas, ensalada de gallina, entre otras, así como salir a desear el "feliz año" a los amigos y vecinos, y entre los más jóvenes, luego de los rituales familiares, salir a bailar en discotecas.
Se acostumbra a festejar este día de manera familiar, en casa de algún pariente o amigo. La cena con la familia, la popular hallaca, ensalada de gallina, el pan de jamón, son algunas de las comidas que se suele comer en Navidad y Nochevieja, luego de la medianoche, continuar en fiestas particulares o en las calles, en el nuevo año se comienza a escuchar calipso. Algunas personas acostumbran a hacer el festejo de fin de año en lugares como salones de hoteles o resorts.
La llegada de "las 12" o el año nuevo, en Venezuela, principalmente en el centro del país, es llamada también "El Cañonazo" dado que antiguamente la llegada del 1 de enero era anunciada por el sonido de uno de los cañones del cuartel San Carlos, sonido que invadía la antigua Caracas anunciando a sus ciudadanos la llegada de un nuevo mes.
Algunas personas suelen hacer un muñeco con trapos viejos, pólvora y gasolina (representando el año que concluye) que lo encienden a las 12 de la medianoche en lo que se llama la quema del Año viejo. Con ello se pretenden borrar los malos recuerdos dejados por el año viejo para recibir con alegría el año nuevo.